# ARINC
Aeronautical Radio, Incorporated (ARINC), fundada el 1929, va ser un proveïdor important de solucions d'enginyeria de sistemes i comunicacions de transport per a vuit indústries: aviació, aeroports, defensa, govern, sanitat, xarxes, seguretat i transport. ARINC havia instal·lat xarxes de dades informàtiques en cotxes de policia i vagons de ferrocarril i també manté els estàndards per a unitats reemplaçables per línia.
ARINC tenia la seu anteriorment a Annapolis, Maryland, i tenia dues seus regionals a Londres, establerta el 1999 per servir la regió d'Europa, Orient Mitjà i Àfrica, i a Singapur, establerta el 2003 per a la regió d'Àsia-Pacífic. ARINC tenia més de 3.200 empleats en més de 120 ubicacions a tot el món.
La venda de l'empresa per part de Carlyle Group a Rockwell Collins es va completar el 23 de desembre de 2013, i a partir del novembre de 2018 opera com a part de Collins Aerospace.

## Història
ARINC es va constituir el 1929 com a Aeronautical Radio, Incorporated. Va ser autoritzada per la Federal Radio Commission (que més tard es va convertir en la Federal Communications Commission) per tal de servir com a únic titular de la llicència i coordinador de les comunicacions per ràdio fora del govern de la indústria aèria. Les accions de la corporació estaven en mans de quatre grans companyies aèries de l'època. Durant la major part de la seva història, ARINC va ser propietat de companyies aèries i altres empreses relacionades amb l'aviació com Boeing fins a la venda a The Carlyle Group l'octubre de 2007.
Poc més tard, l'ARINC va assumir la responsabilitat de totes les estacions de ràdio aeronàutiques terrestres i de garantir el compliment de les normes i regulacions de la Comissió Federal de Ràdio (FRC) per part de les estacions. Utilitzant això com a tecnologia bàsica, l'ARINC va ampliar les seves contribucions a les comunicacions de transport, a més de continuar donant suport a la indústria de l'aviació comercial i a l'exèrcit dels Estats Units.
El 1978, l'ARINC va introduir l'ACARS (Aircraft Communications Addressing and Reporting System), un sistema d'enllaç de dades que permet a les estacions terrestres (aeroports, bases de manteniment d'aeronaus, etc.) carregar dades (com ara plans de vol) i descarregar dades (com ara quantitat de combustible, pes sobre rodes, dades del sistema de gestió de vol (FMS)), a través d'una unitat de gestió de comunicacions (CMU) a bord.
ARINC ha ampliat el seu negoci en l'àmbit aeroespacial i de defensa a través de la seva filial ARINC Engineering Services. Amb la venda de l'empresa a Rockwell Collins, la filial ARINC Engineering Services es va dividir en Commercial Aerospace and Defense Services. La branca de Defense Services va ser adquirida per Booz Allen Hamilton, que va romandre com a part del grup Carlyle.
La venda d'una Organització de Desenvolupament d'Estàndards (SDP) a un patrocinador corporatiu va plantejar preocupacions sobre conflictes d'interessos i va resultar en la venda de la Divisió d'Activitats Industrials (IA) de l'ARINC a SAE International el gener de 2014. Ara opera sota el SAE Industry Technologies Consortia (SAE ITC).
United Technologies va completar l'adquisició de Rockwell Collins el novembre de 2018 i la va fusionar amb la seva UTC Aerospace Systems per formar Collins Aerospace.

## Activitats i serveis
Tot i que és conegut per publicar els "Estàndards ARINC", aquest rol és independent de les activitats comercials d'ARINC.

### Estandardització i activitats de la indústria ARINC
Les activitats de la indústria de l'ARINC impliquen tres comitès d'aviació:
- AEEC (Comitè d'Enginyeria Electrònica de les Aerolínies): Desenvolupa els estàndards ARINC,
- AMC (Conferència de Manteniment d'Aviònica): Organitza la Conferència anual de Manteniment d'Aviònica.
- FSEMC (Conferència d'Enginyeria i Manteniment de Simuladors de Vol): Organitza la conferència anual de la FSEMC.

### Estàndards
Els estàndards ARINC són preparats pel Comitè d'Enginyeria Electrònica de les Línies Aèries (AEEC), on proveïdors d'aviació com ara Collins Aerospace, GE Aerospace i Universal Avionics contribueixen a la seva base de clients de companyies aèries. A continuació es mostra una llista abreujada.

### Sèrie 400
La sèrie 400 descriu les directrius per a la instal·lació, el cablejat, els busos de dades i les bases de dades.
- L'ARINC 404 defineix els factors de forma dels bastidors de transport aeri (ATR) per a equips d'aviònica instal·lats en molts tipus d'aeronaus. Defineix les caixes i els bastidors d'equips de transport aeri.[6]
- ARINC 407 és un manual per a usos de Synchro en sistemes aeroespacials
- ARINC 424 és un format de fitxer estàndard internacional per a dades de navegació d'aeronaus.
- ARINC 429 és l'estàndard de bus de dades més utilitzat per a l'aviació. Les característiques elèctriques i de format de dades es defineixen per a un bus sèrie de dos cables amb un transmissor i fins a 20 receptors. El bus és capaç de funcionar a una velocitat de 100 kbit/s.

### Sèrie 500
La sèrie 500 descriu equips d'aviònica analògica més antics utilitzats en els primers avions de reacció com el Boeing 727, Douglas DC-9, DC-10, Boeing 737 i 747, i l'Airbus A300.

### Sèrie 600

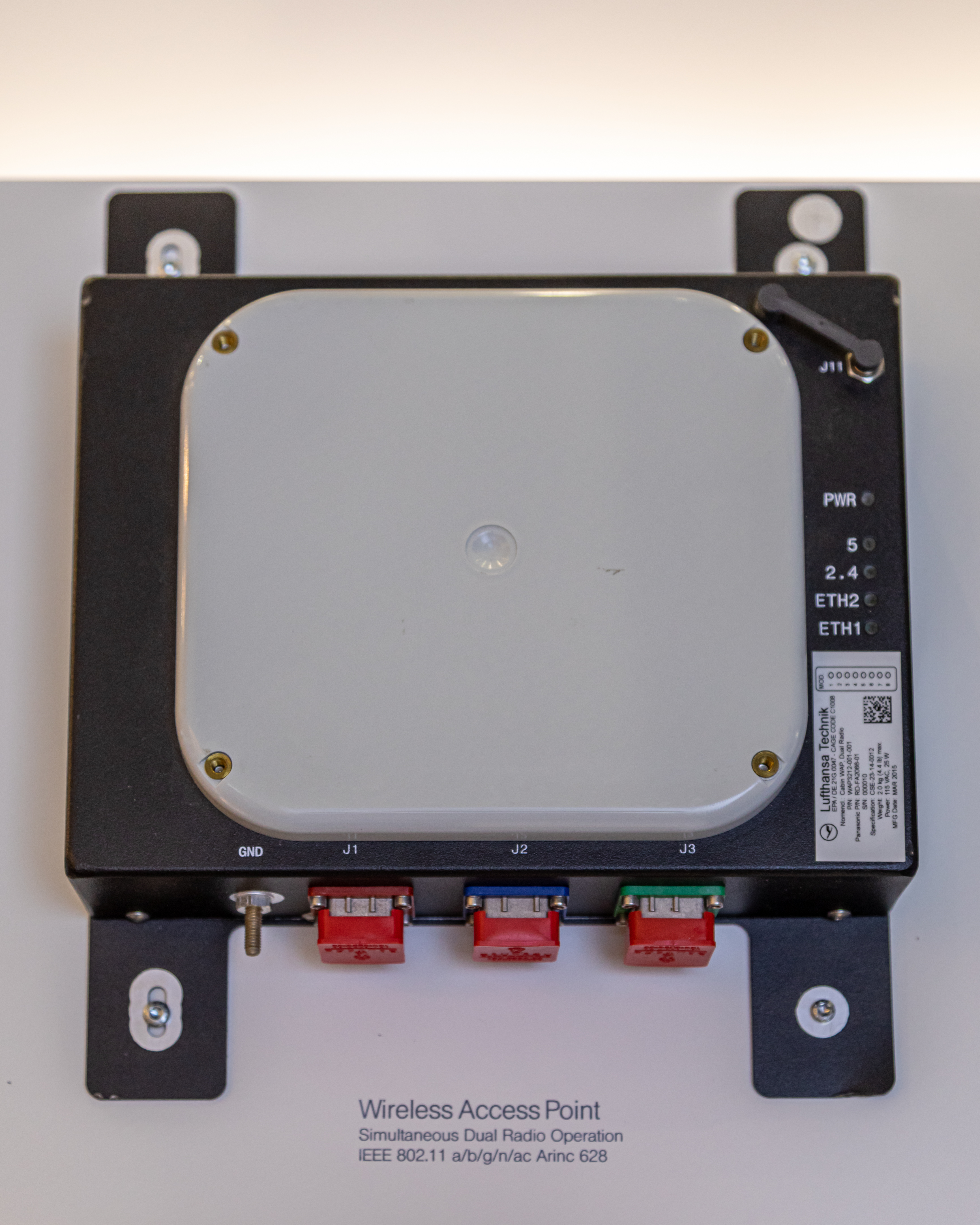
Punt d'accés sense fil compatible amb ARINC 628 de Lufthansa Technik

La sèrie 600 són estàndards de referència per a equips d'aviònica especificats per la sèrie 700 de l'ARINC.
- ARINC 600 és l'estàndard predominant d'encapsulat d'aviònica que introdueix la Unitat de Concepte Modular (MCU) d'aviònica.
- ARINC 604 és una norma i una guia per al disseny i la implementació d'equips de prova integrats. La norma també descriu el sistema centralitzat de visualització de fallades.[7]
- L'ARINC 610B proporciona orientació per a l'ús d'equips i programari d'aviònica en simuladors.
- ARINC 608 Guia de disseny per a equips de prova d'aviònica: descriu un concepte estàndard de sistema de prova d'aviònica que reduirà el cost de les proves i reparacions dels sistemes aviònics.
- ARINC 615 és una família d'estàndards que cobreixen la "càrrega de dades", que s'utilitza habitualment per transferir programari i dades a o des de dispositius d'aviònica. L'estàndard ARINC 615 cobreix la "càrrega de dades" sobre ARINC 429.
- ARINC 615A és un estàndard que cobreix un protocol de "càrrega de dades" que es pot utilitzar sobre diversos tipus de bus com ara Ethernet, CAN i ARINC 664.
- ARINC 618 és un estàndard que cobreix un protocol de transmissió de dades anomenat "Protocol orientat a caràcters".
- ARINC 619 és un estàndard que cobreix un protocol de transmissió de dades sobre ARINC 429 anomenat "Bit Oriented Protocol".
- ARINC 620 és un estàndard que cobreix un protocol de transmissió de dades anomenat "Datalink Ground System".
- ARINC 624 és un estàndard per al sistema de manteniment a bord d'aeronaus (OMS). Utilitza ARINC 429 per a la transmissió de dades entre equips integrats.
- ARINC 625 és una Guia de la indústria per al desenvolupament i la gestió de proves de components. Proporciona un enfocament estàndard per a la gestió de la qualitat de la generació de procediments de prova dins de la indústria del transport aeri comercial.
- ARINC 628 és un estàndard per a les interfícies d'equips de cabina.
- ARINC 629 és un protocol de bus de dades multitransmisor on fins a 120 terminals poden compartir el mateix bus. Està instal·lat en avions com el Boeing 777, l'Airbus A330 i l'Airbus A340.[8]
- ARINC 633 és el protocol aire-terra per a xarxes ACARS i IP utilitzat per a l'intercanvi de dades AOC entre aeronaus i terra.
- L'ARINC 635 defineix els protocols per a la xarxa de ràdios HFDL utilitzada per a la comunicació i la missatgeria entre aeronaus i estacions terrestres HF.
- ARINC 653 és una interfície estàndard de sistema operatiu en temps real (RTOS) per a la partició de recursos informàtics en els dominis de temps i espai. L'estàndard també especifica les interfícies de programa d'aplicació (API) per a l'abstracció de l'aplicació del maquinari i programari subjacents.
- L'ARINC 660 defineix l'assignació funcional de l'aviònica i les arquitectures recomanades per a l'aviònica CNS/ATM.
- L'ARINC 661 defineix les estructures de dades utilitzades en un sistema de visualització interactiva de la cabina de pilotatge (CDS) i la comunicació entre el CDS i les aplicacions d'usuari. La definició de la GUI està completament definida en fitxers de definició binaris. El programari CDS consisteix en un nucli capaç de crear una GUI jeràrquica especificada als fitxers de definició. Els conceptes utilitzats per l'ARINC 661 són similars als utilitzats en els llenguatges de marcatge de la interfície d'usuari.
- L'ARINC 664, conegut per la seva implementació com a AFDX (Avionics Full-Duplex Switched Ethernet), defineix l'ús d'una xarxa Ethernet determinista com a bus de dades aviònic en avions moderns com l'Airbus A380, el Sukhoi Superjet 100, el Bombardier CSeries i el Boeing 787 Dreamliner.
- ARINC 665 Aquesta norma defineix els estàndards per a les parts de programari carregables i els suports de transport de programari.
- ARINC 667 és una guia per a la gestió de programari carregable sobre el terreny.
- Guia ARINC 668 per a l'equivalència d'eines i equips de prova (TTE).

### Sèrie 700
La sèrie 700 descriu la forma, l'ajust i la funció dels equips d'aviònica instal·lats predominantment en aeronaus de transport.
- L'ARINC 702A defineix els sistemes de gestió de vol (FMS)
- L'ARINC 704 defineix el sistema de referència inercial (IRS)
- L'ARINC 705 defineix el sistema de referència d'actitud i rumb (AHRS)
- L'ARINC 707 defineix el radioaltímetre (RALT)
- ARINC 708 és l'estàndard per a radars meteorològics aerotransportats. Defineix les característiques dels radars meteorològics aerotransportats per a aeronaus civils i militars.
- L'ARINC 709 defineix l'equip de mesura de distància (DME)
- L'ARINC 717 defineix l'adquisició de dades de vol per al seu registre.
- L'ARINC 718 descriu un transponedor de control de trànsit aeri (ATCRBS/MODE S)
- L'ARINC 724B defineix el Sistema d'Adreçament i Informes de Comunicacions d'Aeronaus (ACARS)
- L'ARINC 735B defineix l'ordinador de trànsit amb alerta de trànsit i sistema d'evitar col·lisions (TCAS)
- L'ARINC 738 defineix una unitat de referència inercial de dades aèries integrada (ADIRU)
- ARINC 739 és l'estàndard per a una unitat de control i visualització multiusos (MCDU) i interfícies.
- ARINC 740 defineix les impressores aèries
- ARINC 741 és l'estàndard per a una unitat de dades de satèl·lit de banda L de primera generació.
- ARINC 743A defineix un receptor de sensors GNSS
- ARINC 744A defineix una impressora aèria de format complet
- ARINC 746 és l'estàndard per a una unitat de telecomunicacions de cabina, basat en Q.931 i CEPT-E1
- L'ARINC 747 defineix un registrador de dades de vol (FDR)
- ARINC 750 defineix una ràdio digital VHF
- ARINC 755 defineix un receptor multimode (MMR) per a l'aproximació i l'aterratge.
- L'ARINC 756 defineix una unitat de navegació i aterratge GNSS
- L'ARINC 757 defineix un enregistrador de veu de cabina (CVR)
- L'ARINC 759 defineix un dispositiu d'interfície d'aeronau (AID)
- ARINC 760 defineix un navegador GNSS
- ARINC 761 és l'estàndard per a una unitat de dades de satèl·lit de banda L de segona generació, també anomenada Swift64 per l'operador Inmarsat.
- ARINC 763 és l'estàndard per a un servidor de fitxers d'aviònica genèric i punts d'accés sense fil.
- L'ARINC 767 defineix una unitat de gravació combinada capaç de dades i veu.
- ARINC 771 és l'estàndard per a la unitat de dades de satèl·lit de banda L de segona generació, també anomenada Certus Broadband per a l'òrbita terrestre baixa (LEO) Iridium NEXT per l'operador Iridium.
- ARINC 781 és l'estàndard per a una unitat de dades de satèl·lit de banda L de tercera generació, també anomenada SwiftBroadband (SBB) per l'operador Inmarsat.
- L'ARINC 791 defineix una primera generació d'equips terminals aeronàutics de dades de satèl·lit en banda Ku i Ka.
- L'ARINC 792 defineix una segona generació d'equips terminals aeronàutics per a dades de satèl·lit en bandes Ku i Ka.

### Sèrie 800
La sèrie 800 comprèn un conjunt d'estàndards d'aviació per a aeronaus, incloent-hi la fibra òptica utilitzada en busos de dades d'alta velocitat.
- ARINC 800 és el primer estàndard industrial destinat a la caracterització d'enllaços Ethernet d'alta velocitat (Gbps) de grau aeronàutic. CONNECTORS I CABLES DE CABINA Part 1 a Part 4
- Les normes ARINC 801 a 807 defineixen l'aplicació de la fibra òptica en aeronaus.
- ARINC 810 és un estàndard per a la integració d'insercions de cuines d'aeronaus i interfícies associades. Títol: Definició d'interfícies estàndard per a equips d'inserció de cuines (GAIN), interfícies físiques.
- L'ARINC 811 proporciona una comprensió comuna dels conceptes de seguretat de la informació relacionats amb les xarxes aèries i proporciona un marc per avaluar la seguretat dels sistemes de xarxa aèries.
- ARINC 812 és un estàndard per a la integració d'insercions de cuines d'aeronaus i interfícies associades.
- ARINC 816 defineix una base de dades per a mapes mòbils d'aeroports
- ARINC 817 defineix una interfície de vídeo digital de baixa velocitat
- L'ARINC 818 defineix un estàndard d'interfície de vídeo digital d'alta velocitat desenvolupat per a la transmissió de vídeo digital sense comprimir, amb un ample de banda elevat i una latència baixa.
- ARINC 821 és una definició de xarxa de nivell superior que descriu dominis d'aeronaus, servidors d'arxius i altres infraestructures.
- ARINC 822 és l'estàndard per a Gatelink.
- ARINC 823 és un estàndard per al xifratge d'enllaços de dades d'extrem a extrem.
- ARINC 825 és un estàndard per al protocol de bus de xarxa d'àrea de controlador (CAR) per a ús aeri.
- ARINC 826 és un protocol per a la càrrega de dades aviòniques sobre un bus de xarxa d'àrea de controlador (CAR).
- L'ARINC 827 especifica un format de caixa per a la distribució electrònica de peces de programari per a aeronaus.
- L'ARINC 828 defineix les disposicions de cablejat d'aeronaus i els estàndards d'interfície elèctrica per a la borsa de vol electrònica (EFB).
- L'ARINC 834 defineix una interfície de dades d'aeronaus que envia dades a les bosses de vol electròniques, servidors d'arxius a bord, etc.
- L'ARINC 836 descriu els recintes estàndard modulars per a cabines d'avions de tipus rack.
- ARINC 838 proporciona una descripció XML estandarditzada per a les parts de programari carregables.
- ARINC 839 és una definició de funció del gestor aeri de comunicacions d'interfície aire-terra (MAGIC)
- L'ARINC 840 defineix la interfície de control d'aplicacions (ACI) utilitzada amb una bossa de vol electrònica (EFB)
- ARINC 841 defineix la missatgeria d'aeronaus independent dels mitjans de comunicació
- L'ARINC 842 proporciona orientació per a l'ús de certificats digitals en l'aviònica i els equips de cabina dels avions.